# Маньенти
Манье́нти (порт. Manhente) — район (фрегезия) в Португалии, входит в округ Брага. Является составной частью муниципалитета  Барселуш. Находится в составе крупной городской агломерации Большое Минью. По старому административному делению входил в провинцию Минью. Входит в экономико-статистический  субрегион Каваду, который входит в Северный регион. Население составляет 1587 человек на 2001 год. Занимает площадь 3,71 км².
Покровителем района считается Мартин Турский (порт. São Martinho).